# Heinz Flohe
Heinz Flohe (Euskirchen, 1948. január 28. – Vettweiß, 2013. június 15.) világbajnok német labdarúgó, középpályás, edző.

## Pályafutása

### Klubcsapatban
Szülővárosa csapatában a TSV Euskirchenben kezdte a labdarúgást. 1966 és 1979 között az 1. FC Köln labdarúgója volt. 1968-ban és 1977-ben nyugatnémet kupát, 1978-ban bajnokságot és nyugatnémet kupát nyert a csapattal. Az 1979–80-as idényben az 1860 München játékosa volt. 1979. december 1-jén az MSV Duisburg elleni bajnoki mérkőzésen Paul Steiner durva szerelése következtében sípcsont- és szárkapocscsonttörést szenvedett. A súlyos sérülés a pályafutása befejezéshez vezetett.

### A válogatottban
1970 és 1978 között 39 alkalommal szerepelt a nyugatnémet válogatottban és nyolc gólt szerzett. 1970. november 22-én mutatkozott be a válogatottban Görögország ellen Athénban. A 79.percben állt be Günter Netzer helyére. A találkozó 3–1-es nyugatnémet győzelemmel ért véget. Első gólját 1971. június 30-án Koppenhágában Dánia ellen szerezte a 83. percben és csapata ezzel 3–1-re győzött. Tagja volt az 1974-es világbajnok és az 1976-os Európa-bajnoki ezüstérmes csapatnak. Részt vett az 1978-as argentínai világbajnokságon is.

### Edzőként
Először az 1. FC Kölnnél volt segédedző. 1981 és 1991 között szülővárosában anyaegyesülete a TSC Euskirchen vezetőedzője volt és a klub vezetésében is többször szerepet vállalt. foglalkozott tehetségkutatással is.

## Betegsége és halála
Első szívműtétje 1992-ben volt. 2004. január 7-én ismét meg kellett műteni, mert szívritmuszavara miatt új szívbillentyűre volt szüksége. 2010. május 11-én agyvérzés érte. Állapota stabilizálása érdekében mesterséges kómában tartották, ahonnan soha nem ébredt fel, haláláig tartós vegetatív állapotban volt. Először a Kölni Egyetemi Kórházban, majd egy rehabilitációs központban ápolták. 2013. június 15-én elhunyt.

## Sikerei, díjai
NSZK
- Labdarúgó-világbajnokság
  - világbajnok: 1974, NSZK
- Európa-bajnokság
  - 2.: 1976, Jugoszlávia

 1. FC Köln
- Nyugatnémet bajnokság (Bundesliga)
  - bajnok: 1977–78
  - 2.: 1972–73
- Nyugatnémet kupa (DFB-Pokal)
  - győztes: 1968, 1977, 1978
  - döntős: 1970, 1971, 1973

## Statisztika
NSZK
- 39 mérkőzés, 8 gól
- 1 B-válogatott mérkőzés
- 4 U-23-as mérkőzés

Nyugatnémet bajnokság (Bundesliga)
- 1. FC Köln: 329 mérkőzés, 77 gól
- TSV 1860 München: 14 mérkőzés, 4 gól

Nyugatnémet kupa (DFB-Pokal)
- 63 mérkőzés, 24 gól

Bajnokcsapatok Európa-kupája; Kupagyőztesek Európa-kupája és UEFA-kupa
- 56 mérkőzés, 15 gól

Összesen506 mérkőzés, 128 gól